# Mariana Osório de Castro
Mariana Adelaide Osório de Castro Cabral de Alburquerque (São Jorge de Arroios, Lisboa, 15 de junho de 1842 — Sé, Lisboa, 17 de novembro de 1917) foi uma feminista portuguesa.

## Biografia
Nascida a 15 e batizada a 22 de junho de 1842, em São Jorge de Arroios, Lisboa, Mariana Osório de Castro era filha de José Osório de Castro Cabral e Alburquerque, tenente-general e governador de Macau, natural de Algodres (Fornos de Algodres), e de Ana Doroteia Moor Kintins, de nacionalidade neerlandesa, natural de Macau (freguesia de Santo António).
A 25 de dezembro de 1865, casou-se na igreja paroquial do Fundão com João Baptista de Castro (1844-1920), então residente em Coimbra, um reputado bibliófilo, notário e magistrado, natural de Eucísia (Alfândega da Fé), filho de Manuel António de Castro, proprietário, também natural de Eucísia (Alfândega da Fé), e de Ana Ludovina da Mota, natural de Torre de Moncorvo (freguesia de Adeganha). Deste casamento teve quatro filhos: o juiz e poeta Alberto Osório de Castro (1868-1946), o juiz e escritor João Osório de Castro (1869-1939), o comandante e presidente da Liga dos Combatentes da Grande Guerra Jerónimo Osório de Castro (1871-1935) e a escritora e sufragista Ana de Castro Osório (1872-1935).
Após casar-se viveu durante 22 anos em Mangualde, onde o seu esposo exercia então o cargo de conservador do registo predial.
A partir de 1911, sendo o seu marido nomeado juiz em Lisboa, fixou-se na capital portuguesa, passando a sua residência, na Rua do Arco do Limoeiro (atual Rua Augusto Rosa), 17, 2.º andar esquerdo, junto à Sé, a ser conhecida como um centro de actividades e discussões políticas e sociais através das iniciativas da sua filha Ana de Castro Osório, que se havia tornado num das figuras mais respeitadas e influentes da Primeira República Portuguesa e da primeira onda do Feminismo em Portugal.
Apoiante das iniciativas da sua filha, Mariana Osório de Castro tornou-se então militante da Liga Republicana das Mulheres Portuguesas (LRMP) e, posteriormente, da Associação de Propaganda Feminista (APF), desde a sua fundação, ganhando um papel de relevo na gestão e divulgação da associação feminista, sobretudo após a morte de Carolina Beatriz Ângelo e durante o período em que Ana de Castro Osório e Elzira Dantas Machado viajaram para o Brasil. Pelas suas ações foi eleita presidente da APF em 1912. 
Em 1915 aderiu à Comissão Feminina "Pela Pátria", tendo trabalhado na angariação de roupa e mantimentos para os soldados portugueses destacados durante a Primeira Guerra Mundial. Em 1916 foi eleita membro do Conselho de Supervisão. Durante o mesmo período, aderiu à iniciativa Obra Maternal, gerida por Inês da Conceição Conde e Maria Veleda, e tornou-se também membro da Cruzada das Mulheres Portuguesas.
Morreu a 17 de novembro de 1917, vítima de hemorragia cerebral, aos 75 anos, em sua casa, na Rua do Arco do Limoeiro (atual Rua Augusto Rosa), 17, 2.º andar esquerdo, freguesia da Sé, em Lisboa. No seu funeral, o elogio fúnebre foi realizado por Maria Benedita Mouzinho de Albuquerque Pinho, com quem tinha colaborado no comité directivo da revista A Mulher e a Criança, entre 1909-1910.